# Sielce (Rosja)
Sielce (ros. Сельцы, Sielcy) – wieś w Rosji, w obwodzie riazańskim, nad Oką. Miejsce formowania 1 Polskiej Dywizji Piechoty im. Tadeusza Kościuszki w lecie 1943 roku.

## Geografia
Wieś zlokalizowana jest ok. 160 km na południowy wschód od centrum Moskwy i ok. 30 km w linii prostej na północny zachód od miasta obwodowego Riazania. Pod względem fizycznogeograficznym Sielce położone są na Nizinie Mieszczorskiej.

## Historia

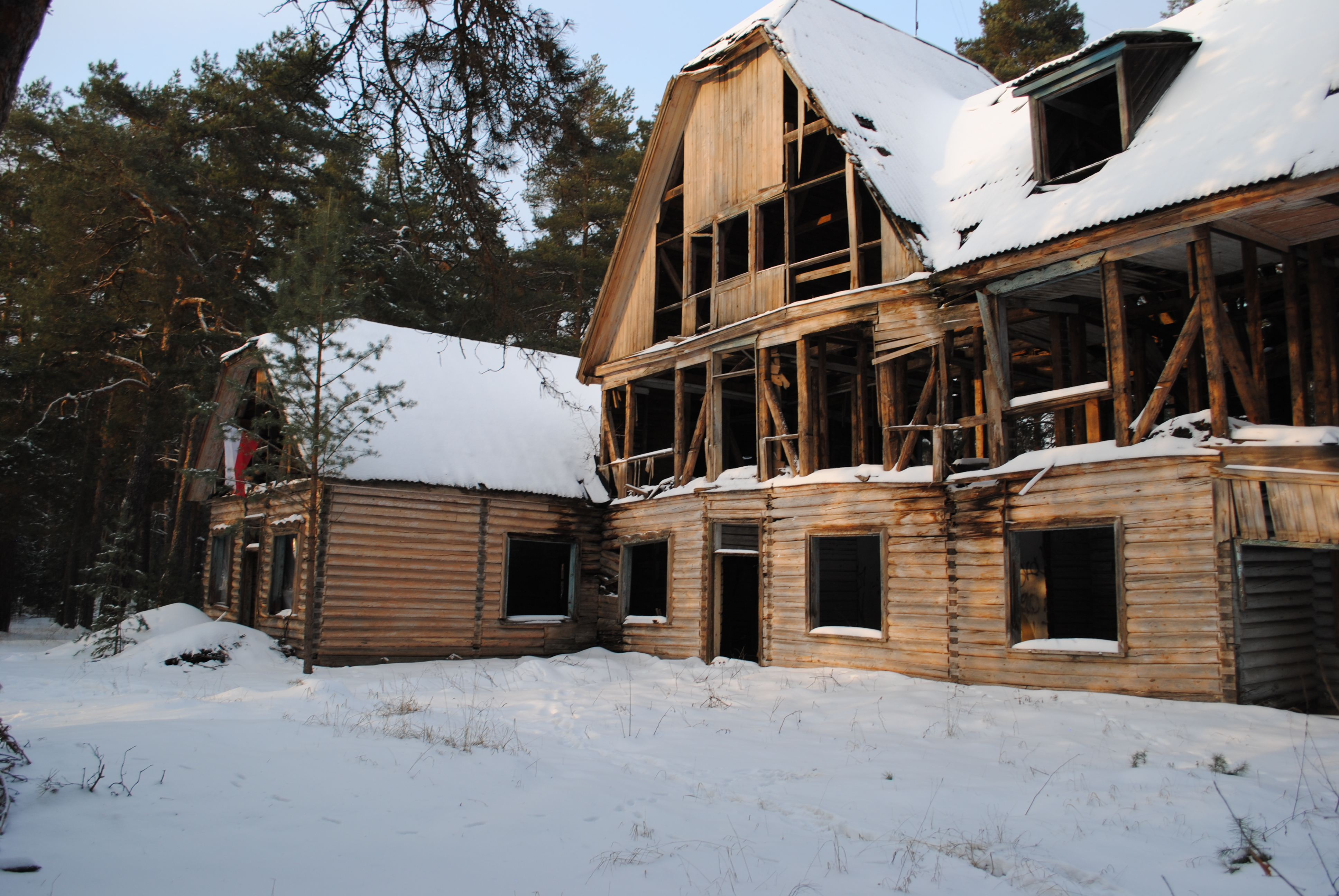
Sztab 1 Polskiej Dywizji Piechoty im. Tadeusza Kościuszki w Sielcach (06.01.2021)

W lesie w okolicach wsi znajdował się obóz Moskiewskiego OW, wyznaczony w maju 1943 roku na miejsce formowania 1 Polskiej Dywizji Piechoty im. Tadeusza Kościuszki (dalej 1 DP). Dojazd do obozu z Riazania odbywał się koleją do stacji Diwowo na przeciwległym brzegu Oki. Stamtąd przeprawiano się promem. U wejścia do obozu polskiego wzniesiono bramę z napisem Witaj żołnierzu – wczorajszy tułaczu. Obóz miał place ćwiczebne i poligon artyleryjski.
Pododdziały 1 DP rozmieszczono w namiotach, barakach i ziemiankach, dowództwo w zabudowaniach wioski. Teren obozu dzielił się na 5 odcinków: na odcinku pierwszym (od wsi Sielce do wsi Biełoomut) rozmieszczono 1. pułk czołgów i 1. dywizjon artylerii przeciwpancernej; na odcinku drugim 1. pułk artylerii lekkiej, 1. dywizjon moździerzy 120 mm oraz stajnie, zabudowania gospodarcze, sztab pułku, sztaby dywizjonów, kasyno oficerskie, kwatery. Odcinek trzeci nad jeziorem Bornoje zajmowały 3. pułk piechoty, batalion szkolny i teatr dywizji. Odcinek czwarty (wioska Sielce) zajmowały sztab dywizji, kwatery oficerskie i administracja oraz pododdziały sztabowe i samodzielne (oficerowie polityczni, NKWD). Odcinek czwarty przeznaczono dla sztabu dywizji, kwater oficerskich i administracji. Odcinek piąty zajmowały 1. i 2. pułki piechoty.
We wrześniu 1943 roku, po opuszczeniu obozu przez dywizję i w związku z postanowieniem o formowaniu I Korpusu Polskiego w ZSRR, rozpoczęto w Sielcach formowanie nowych jednostek: 2 Dywizji Piechoty, 1 Brygady Artylerii i 1 Brygady Pancernej, brygady saperów i pułku łączności. Pod koniec roku rozpoczęto formowanie 3 Dywizji Piechoty i 5. pułku artylerii ciężkiej. Na początku roku 1944 obóz zlikwidowano, jednostki zapasowe przeniesiono do miejscowości Sumy na Ukrainie, a sformowane jednostki w rejon Żytomierza.